# Lița (gmina)
Lița – gmina w Rumunii, w okręgu Teleorman. Obejmuje tylko jedną miejscowość Lița. W 2011 roku liczyła 2687 mieszkańców. 